# Џим Бренан
Џим Бренан (енгл. Jim Brennan; Источни Јорк, 8. мај 1977) канадски је бивши фудбалер који је играо на позицији одбрамбеног играча.
Од 2011. године бави се тренерским послом.

## Каријера

### Клупска каријера
Бренан је већи део каријере провео у Енглеској. Први је потписани играч у историји ФК Торонто, а био је и капитен тима од 2007. до 2010. године.

### Репрезентативна каријера
За репрезентацију Канаде дебитовао је 1999. године и био је део репрезентације на Конкакафов златни куп више пута. Са Канадом је освојио Конкакафов златни куп 2000. године.